# Szmul Milman
Szmul Milman, także Shmuel Milman (ur. 26 października 1896 w Łodzi, zm. 19 lipca 1983 w Nowym Jorku) – działacz Bundu, radny rady miejskiej w Łodzi.

## Życiorys
Milman urodził się 26 października 1986 w Łodzi. W młodości uczęszczał do religijnej szkoły podstawowej, a także rosyjskiej szkoły publicznej. Pracował jako malarz znaków i napisów na budynkach. W 1922 próbował się dostać do Sejmu z listy Ogólnego Żydowskiego Związku Robotniczego w Polsce. Do II wojny światowej działał w łódzkim komitecie Bundu i od 1923 był radnym miejskim Bundu przez 3 kadencje co najmniej do 1937. W ramach rady działał w Komisji Opieki Społecznej i był sekretarzem prezydium Rady Miejskiej. Ponadto był również sekretarzem Centralnej Rady Żydowskich Klasowych Związków Zawodowych w Polsce i członkiem Rady Naczelnej Powszechnego Związku Włókiennictwa w Łodzi. Po wkroczeniu Niemców do Polski we wrześniu 1939 uciekł do Wilna, 14 sierpnia 1940 uzyskał wizę, a następnie przez Rosję i Japonię przedostał się do Stanów Zjednoczonych, gdzie został sekretarzem wykonawczym amerykańskiego oddziału ORT (Stowarzyszenia Promocji Rzemiosł Wykwalifikowanych). W ramach działalności w ORT odwiedzał Amerykę Łacińską, Europę i Izrael. W ciągu swojego życia pisał korespondencje o życiu żydowskich robotników w Łodzi dla Lebens-fragen w Warszawie (1916), następnie współtworzył: Lodzer weker (1921–1938), Folłkscajtung, Dos profesjonele lebn i Der szerer-arbeter w Łodzi; Unzer cajt i Dojres bundistn w Nowym Jorku, Keneder odler w Montrealu; Foroys, Der weg i Disztime w Meksyku; Unzer sztime w Paryżu, Lodzher jicker-buch (Tom pamięci o Łodzi, Nowy Jork 1943).

### Życie prywatne
Szmul Milman był synem Berka i Dwojry z d. Frydman. Miał 4 braci.
Mieszkał przy ul. Pańskiej 7 (obecnie ul. S. Żeromskiego) w Łodzi.